# FMA Ae. C.3 Urubera
Ae. C.3 Urubera (исп. FMA Ae. C.3 Urubera (блестящая птица)) — аргентинский лёгкий многоцелевой самолёт, построенный на фабрике FMA (Fábrica Militar de Aviones) в 1934 году. Третья модель самолёта аргентинской конструкции.

## История создания и эксплуатация
Построенный в 1934 году самолёт совершил первый полёт 27 марта 1934 года. Дальнейшие испытания машины прошли довольно успешно и 12 августа того же года территорию фабрики покинул первый серийный экземпляр. Второй серийный самолёт был изготовлен 9 декабря 1934 года и оба самолёта были переданы в аргентинские аэроклубы. Общее производство самолётов достигло 16 экземпляров и срок их службы составил не менее десяти лет.

## Рекорды
На данном типе машины был установлен ряд авиационных рекордов.
- 31 января 1935 аргентинским пилотом Карола Лорензини на шестом серийном самолёте был установлен национальный рекорд высоты полёта, составивший 5500 метров.
- 1935 год аргентинский пилот Сантьяго Германо успешно участвовал в акробатических соревнованиях.
- 1935 год аргентинский пилот Педро Б. Мортола установил национальный рекорд дальности полёта, он пролетел 5200 км за 37 часов 20 минут по маршруту Буэнос-Айрес - Рио-Гальегос.[1]

## Конструкция
Ae. C.3 представлял собой моноплан с низко расположенным крылом. Шасси не убираемое. Кабина двухместная, открытая. Винт деревянный тянущий. Двигатель Armstrong Siddeley "Genet Major" (145 л. с.).

### Технические характеристики
- Экипаж: 2 человека
- Длина: 8,20 м
- Размах крыла: 12,30 м
- Высота: 2,50 м
- Площадь крыла: 16,90 м²
- Профиль крыла:
- Масса пустого: 670 кг
- Масса снаряженного:
- Нормальная взлётная масса:
- Максимальная взлётная масса: 964 кг
- Двигатель Armstrong Siddeley «Genet Major»
- Мощность: 1 x 145 л. с.

### Лётные характеристики
- Максимальная скорость: 237 км/ч
  - у земли:
  - на высоте м: 3000
- Крейсерская скорость: 170 км/ч
- Практическая дальность: 700 км
- Практический потолок: 5 500 м
- Скороподъёмность:
- Нагрузка на крыло: кг/м²
- Тяговооружённость: Вт/кг
- Максимальная эксплуатационная перегрузка:[1][2]

## Модификации
- Ae. C.3 — основной вариант с двигателем Armstrong Siddeley "Genet Major".
- Ae.C.3G — с двигателем de Havilland Gipsy Major и закрылками.
- Ae.C.4 — Ae.C.3G с улучшенной аэродинамикой.